# Yours to Keep
Albums de Albert Hammond Jr.
¿Cómo Te Llama?
(2008)
Yours to Keep est le premier album solo d'Albert Hammond Jr..Il est sorti le 9 octobre 2006 en Europe et contient 10 titres.
C'est un album aux sonorités pop, dont certains titres rejoignent parfois la musique des Strokes[réf. souhaitée], son groupe d'origine (il en est le guitariste rythmique). Mais à la différence du style rugueux et volontairement sale[réf. à confirmer] des Strokes, les mélodies de Yours to keep sont agréables, douces et bien travaillées[réf. souhaitée]. Cet album regroupe des compositions anciennes (comme "In transit") qu'Albert Hammond Jr. avait écrites du temps des Strokes, puis des nouvelles. De nombreuses personnes ont accompagné l'élaboration de cet album : Matt Romano à la batterie, Josh Lattanzi à la basse et Marc Philippe Eskenazi à la guitare. Des personnalités prestigieuses ont également participé à cet opus : Ben Kweller, Sean Lennon et Julian Casablancas, chanteur des Strokes, qui signe la ligne de basse de "Scared". Le dernier titre de l'album Hard to live in the city contient une deuxième partie avec de la trompette sur l'album studio qui a été remplacée par de la guitare lors des concerts. Une importante tournée mondiale a suivi la sortie de cet album jusqu'à l'été 2007.

## Liste des chansons
| No  | Titre                          | Durée |
| --- | ------------------------------ | ----- |
| 1.  | Cartoon Music For Super Heroes | 2:06  |
| 2.  | In Transit                     | 3:34  |
| 3.  | Everyone Gets A Star (single)  | 3:07  |
| 4.  | Bright Young Thing             | 3:15  |
| 5.  | Blue Skies                     | 3:19  |
| 6.  | 101 (single)                   | 3:29  |
| 7.  | Call An Ambulance              | 3:13  |
| 8.  | Scared                         | 4:44  |
| 9.  | Holiday                        | 3:10  |
| 10. | Hard To Live (In The City)     | 5:13  |